# گرتچین لدرر
گرتچین لدرر (انگلیسی: Gretchen Lederer; ۲۳ مهٔ ۱۸۹۱ – ۲۰ دسامبر ۱۹۵۵) هنرپیشه اهل امپراتوری آلمان بود.
از فیلم‌ها یا برنامه‌های تلویزیونی که وی در آنها نقش داشته‌است می‌توان به علامت قابیل اشاره کرد.